# Mujer divina
Mujer divina –también como Mujer divina - homenaje a Agustín Lara– es el nombre del tercer álbum de estudio y primer álbum homenaje de la cantante y compositora mexicana Natalia Lafourcade. Es un proyecto homenaje a El Flaco de Oro, acompañada del talento de un gran grupo de artistas encabezados por Natalia, quien se hizo rodear de amigos, de cómplices, de colegas, de personalidades determinantes que en conjunto le dieron un nuevo giro a cada canción, para hacer que los jóvenes de hoy conozcan y reconozcan la grandeza del "El Flaco de Oro". Entre estos intérpretes destacan nombres como Adrián Dárgelos de Babasónicos , León Larregui, Devendra Banhart, Kevin Johansen, Adanowsky, Emmanuel del Real "Meme", Miguel Bosé, Ismael Salcedo de la banda 'Los Daniels', Leonardo de Lozanne, Lila Downs, Leonel García, Jorge Drexler, Francisco Familiar de la banda mexicana 'DLD'.

## Antecedentes
Bajo las palabras de la propia intérprete:

Tenía muchas ganas de hacer un disco en donde le rindiera homenaje a aquellos que dejaron una huella en los corazones de su época y que yo sintiera podría pasar algo similar en la actualidad. Después de realizar "Las 4 estaciones del amor" y "Hu hu hu", no tenía ganas de hacer un disco inédito; quería explorar terrenos nuevos y diferentes, quería trabajar con canciones ajenas que ya existieran, pero aun así quería lograr que esas canciones dieran un giro y así poder crear algo nuevo pero ya conocido, de antes. Cuando trabajé con Alondra de la Parra y me dediqué a hacer investigación sobre los posibles compositores que podríamos interpretar la noche del Bicentenario en la Ciudad de México, me encontré con la música de Agustín Lara; no es que no conociera su música con anterioridad, pero no la conocía tan a fondo. Esa tarde empecé a escuchar una canción tras otra. Las conocidas y las no tan conocidas, cada una era como una caricia a lo que mi corazón necesitaba en ese momento, algo que me hizo conectar con la obra de Agustín Lara, y cómo no, si la música y las letras son algo realmente hermoso».

## Producción
El álbum fue grabado en Los Ángeles, Madrid, Argentina y también México, para darle forma y grabarlo. Con invitados como Vicentico, Meme de Café Tacuba, Kevin Johansen, Devendra Banhart, Rodrigo Amarante, Jorge Drexler, Alex Ferreira, Gilberto Gil, Adanowsky, Adrián Dárgelos de Babasónicos, Miguel Bosé y León Larregui de Zoé.
Para la producción de este disco, Natalia se volvió a reunir con su antiguo productor de Casa y Hu Hu Hu, Emmanuel del Real "Meme" de Café Tacvba para trabajar en este proyecto. Además, también se encuentran otros nombres como Cachorro López, Noah Georgeson, Gregory Rogove, Carlos Campón, Ernesto García.

## Título del álbum
«En el proceso del disco al cual sentí teníamos que ponerle Mujer divina, ya que las mujeres eran la principal inspiración de "El Flaco de Oro", me tocó vivir a la vez el proceso de reconocerme como mujer. Ha sido muy mágico y especial».

## Lista de canciones
Todas las canciones son escritas por Agustín Lara.
| Lista de canciones - edición estándar. |                                                                                          |                                      |          |  |
| N.º                                    | Título                                                                                   | Intérpretes                          | Duración |  |
| 1.                                     | «Mujer divina» (Adaptación letra original: Mujer)                                        | Natalia Lafourcade, Adrián Dárgelos  | 3:30     |  |
| 2.                                     | «Limosna»                                                                                | Natalia Lafourcade, Meme             | 3:54     |  |
| 3.                                     | «Imposible»                                                                              | Natalia Lafourcade, León Larregui    | 5:13     |  |
| 4.                                     | «Farolito»                                                                               | Natalia Lafourcade, Gilberto Gil     | 2:42     |  |
| 5.                                     | «La fugitiva»                                                                            | Natalia Lafourcade, Kevin Johansen   | 3:15     |  |
| 6.                                     | «Piensa en mí»                                                                           | Natalia Lafourcade, Vicentico        | 3:57     |  |
| 7.                                     | «Si no pueden quererte» (Versión adaptada de la letra original: "Quién me roba tu amor") | Natalia Lafourcade, Miguel Bosé      | 5:56     |  |
| 8.                                     | «Morir y renacer» (Versión adaptada de la letra original: "Coplas guajiras")             | Natalia Lafourcade, Adanowsky        | 3:50     |  |
| 9.                                     | «Amor, amor de mis amores»                                                               | Natalia Lafourcade, Devendra Banhart | 3:58     |  |
| 10.                                    | «Aventurera»                                                                             | Natalia Lafourcade, Alex Ferreira    | 3:33     |  |
| 11.                                    | «Oración Caribe»                                                                         | Natalia Lafourcade, Jorge Drexler    | 3:46     |  |
| 12.                                    | «Azul»                                                                                   | Natalia Lafourcade, Rodrigo Amarante | 4:53     |  |
| 13.                                    | «María bonita»                                                                           | Natalia Lafourcade                   | 4:08     |  |
| 49:04                                  |                                                                                          |                                      |          |  |

| DVD |                                            |                                                    |          |  |
| N.º | Título                                     | Intérpretes                                        | Duración |  |
| 14. | «María Bonita» (Vídeo en vivo)             | Natalia Lafourcade                                 | 4:21     |  |
| 15. | «Mujer divina» (Vídeo en vivo)             | Natalia Lafourcade, Ismael                         | 3:57     |  |
| 16. | «Amor, amor de mis amores» (Vídeo en vivo) | Natalia Lafourcade, Paco Familiar                  | 4:06     |  |
| 17. | «Imposible» (Vídeo en vivo)                | Natalia Lafourcade                                 | 5:03     |  |
| 18. | «Azul» (Vídeo en vivo)                     | Natalia Lafourcade, Leonel García                  | 5:02     |  |
| 19. | «La fugitiva» (Vídeo en vivo)              | Natalia Lafourcade, Lila Downs                     | 6:09     |  |
| 20. | «Limosna» (Vídeo en vivo)                  | Natalia Lafourcade                                 | 3:59     |  |
| 21. | «Piensa en mí» (Vídeo en vivo)             | Natalia Lafourcade, Isamel Salcedo y Paco Familiar | 4:14     |  |
| 22. | «Si no pueden quererte» (Vídeo en vivo)    | Natalia Lafourcade, Leonardo de Lozanne            | 4:05     |  |
| 23. | «Aventurera» (Vídeo en vivo)               | Natalia Lafourcade                                 | 3:34     |  |
| 24. | «Documental»                               |                                                    | 21:57    |  |
| 25. | «Galería Fotográfica»                      |                                                    |          |  |

| Lista de canciones - Mujer Divina, Homenaje a Agustín Lara (Reedición) |                                      |                                            |          |  |
| N.º                                                                    | Título                               | Intérpretes                                | Duración |  |
| 1.                                                                     | «Mujer divina»                       | Natala Lafourcade, Adrián Dárgelos         | 3:30     |  |
| 2.                                                                     | «Limosna»                            | Natalia Lafourcade, Meme                   | 3:54     |  |
| 3.                                                                     | «Imposible»                          | Natalia Lafourcade, León Larregui          | 5:13     |  |
| 4.                                                                     | «Farolito»                           | Natalia Lafourcade, Gilberto Gil           | 2:42     |  |
| 5.                                                                     | «La fugitiva»                        | Natalia Lafourcade, Kevin Johansen         | 3:15     |  |
| 6.                                                                     | «Piensa en mí»                       | Natalia Lafourcade, Vicentico              | 3:57     |  |
| 7.                                                                     | «Si no pueden quererte»              | Natalia Lafourcade, Miguel Bosé            | 5:56     |  |
| 8.                                                                     | «Morir y renacer»                    | Natalia Lafourcade, Adanowsky              | 3:50     |  |
| 9.                                                                     | «Amor, amor de mis amores»           | Natalia Lafourcade, Devendra Banhart       | 3:58     |  |
| 10.                                                                    | «Aventura»                           | Natalia Lafourcade, Alex Ferreira          | 3:33     |  |
| 11.                                                                    | «Oración Caribe»                     | Natalia Lafourcade, Jorge Drexler          | 3:46     |  |
| 12.                                                                    | «Azul»                               | Natalia Lafourcade, Rodrigo Amarente       | 4:53     |  |
| 13.                                                                    | «María bonita»                       | Natalia Lafourcade                         | 4:08     |  |
| 14.                                                                    | «Mujer divina»                       | Natalia Lafourcade, Ismael                 | 3:57     |  |
| 15.                                                                    | «Amor, amor de mis Amores» (En vivo) | Natalia Lafourcade, Paco Familiar          | 4:06     |  |
| 16.                                                                    | «Imposible» (En vivo)                | Natalia Lafourcade                         | 5:03     |  |
| 17.                                                                    | «Azul» (En vivo)                     | Natalia Lafourcade, Leonel García          | 5:02     |  |
| 18.                                                                    | «La fugitiva» (En vivo)              | Natalia Lafourcade, Lila Downs             | 6:09     |  |
| 19.                                                                    | «Limosna» (En vivo)                  | Natalia Lafourcade                         | 3:59     |  |
| 20.                                                                    | «Piensa en mí» (En vivo)             | Natalia Lafourcade, Isamel y Paco Familiar | 4:14     |  |
| 21.                                                                    | «Si no pueden quererte» (En vivo)    | Natalia Lafourcade, Leonardo de Lozanne    | 4:05     |  |
| 22.                                                                    | «Aventura» (En vivo)                 | Natalia Lafourcade                         | 3:34     |  |
| 23.                                                                    | «Documental»                         |                                            | 21:57    |  |

## Posicionamiento en listas

### Semanales
| País   | Lista (2012)        | Mejor posición |
| ------ | ------------------- | -------------- |
| México | Mexican Album Chart | 3              |

### Anuales
| País   | Lista               | Posición |
| 2012   | 2012                | 2012     |
| ------ | ------------------- | -------- |
| México | Mexican Album Chart | 31       |

### Certificaciones y ventas
| País   | Organismo Certificador | Certificación | Ventas certificadas | Ref.        |
| ------ | ---------------------- | ------------- | ------------------- | ----------- |
| México | AMPROFON               | Platino + Oro | 90,000              | [ 5 ] [ 7 ] |

## Fechas de lanzamiento
| Región | Fecha                    | Discográfica       |
| ------ | ------------------------ | ------------------ |
| México | 18 de septiembre de 2012 | Sony International |
| España | 9 de abril de 2013       | Sony International |